# Sergio Véjar
Sergio Véjar Cervantes (Colima, 11 de octubre de 1928 - Ciudad de México, 15 de febrero de 2009); fue un prolífico cineasta, escritor, operador de cámara y director de fotografía mexicano.

## Biografía
Sergio Véjar nace el 11 de octubre de 1928 en la capital del estado de Colima, aunque a temprana edad se muda con su familia a Ciudad de México. Interesado siempre por la fotografía, a los 14 años de edad su hermano, el cineasta Carlos Véjar, lo invita a visitar los estudios de filmación donde, paralelamente a su afición, también nace su inquietud por la dirección cinematográfica.
En 1944, cuando aún no había cumplido los 16 años de edad, Sergio Véjar se afilió al Sindicato de Trabajadores de la Producción Cinematográfica (STPC), primero como iluminador, y después como operador de cámara y asistente de los más importantes fotógrafos de películas (tales como Alex Phillips, Ezequiel Carrasco, Gabriel Figueroa, Agustín Jiménez, Víctor Herrera, Luis Márquez y Manuel Álvarez Bravo) dirigidas por grandes nombres de la época como Juan Bustillo Oro, Julio Bracho, Alejandro Galindo, Gilberto Gazcón, Roberto Gavaldón, Juan Orol y Luis Buñuel, entre otros.
En 1953 Véjar debuta como director y guionista cuando escribió y dirigió el cortometraje experimental San se acabó, el cual fue galardonado en el Primer Concurso Experimental de Cortometrajes celebrado ese mismo año y, por otra parte, en 1960 viajó a Cuba para trabajar como director de fotografía de las cintas Cuba baila de Julio García Espinosa e Historias de la revolución de Tomás Gutiérrez Alea, siendo estas las dos primeras películas realizadas por el recién creado ICAIC.
De vuelta a México en 1961 Véjar realiza Volantín, siendo este su primer largometraje. Sin embargo, su realización no estuvo exenta de problemas debido a que el STPC trató por todos los medios de impedirla, ya que Véjar no estaba afiliado a la sección de directores de dicho sindicato. Afortunadamente, logró concluirlo en apenas 36 horas, y la cinta recibió el premio de directores y literatos de Moscú realizado ese mismo año.
En 1962 Véjar filmó Los signos del Zodiaco, con adaptación de Emilio Carballido sobre la pieza homónima de Sergio Magaña. Esta película sería su primer largometraje comercial y obtuvo el premio de mejor dirección en el Festival Cinematográfico de Moscú (1962). Irónicamente, poco antes del estreno comercial de esta cinta, en 1964, el gobierno de Gustavo Díaz Ordaz la censuró y tuvieron que ser eliminados 35 minutos de la película para poder ser exhibida.
Además, Sergio Véjar también participó en el Primer (1965) y Segundo (1967) Concursos de Cine Experimental, con las cintas Encuentro (uno de los episodios de la película Viento distante) y La otra ciudad (la cual, por cierto, nunca ha sido exhibida por razones de censura), respectivamente, siendo el único miembro que intervino en los comités organizadores de ambos concursos.
Otras cintas dirigidas por Véjar son: Sólo de noche vienes (1966), Cuatro contra el crimen (1968), El último pistolero (1969), La trenza (1975), Las mariposas disecadas (1978), La casa del pelícano (1978), Mamá, soy Paquito (1981), Las Piernas del Millón (1981, con Tony Bravo), Coqueta (1984), La jaula de oro (1987), La puerta negra (1988), Traición (1991) y El ganador (1992). En su gran mayoría, el cine de Sergio Véjar se caracteriza por tratar temáticas de contenido social.
Es de destacar que, paralelamente a su labor en la industria cinematográfica mexicana, Sergio Véjar también se destacó como gremialista: Entre 1977 y 1986 fue secretario general del STPC y, paralelamente, desde 1977 hasta su muerte también ocupó diversos cargos en la Sociedad Mexicana de Directores-Realizadores de Obras Audiovisuales.
Sergio Véjar falleció el 15 de febrero de 2009 en Ciudad de México, víctima de un ataque al corazón, a los 80 años de edad.

## Filmografía parcial
Sergio Véjar participó a lo largo de toda su carrera en más de 140 películas, de las cuales dirigió más de 40 cintas y escribió alrededor de 22 guiones cinematográficos. 

### Como director
- Volantín (1961)
- Los signos del zodiaco (1962)
- Las troyanas (1963)
- Viento distante (1965) Episodio: "Encuentro"
- Matar es fácil (1966)
- Solo de noche vienes (1966)
- La muerte es puntual (1967)
- La otra ciudad (1967)
- Cuatro contra el crimen (1968)
- Patrulla de valientes (1968)
- El último pistolero (1969)
- El cuerpazo del delito (1970) Episodio: "La Seductora"
- Los años vacíos (1970)
- Una vez en la noche (1971)
- Trío y cuarteto (1972)
- Eva y Darío (1973)
- Novios y amantes (1973)
- La trenza (1975)
- El pacto (1976)
- Furia pasional (1977)
- La casa del pelícano (1978)
- Las mariposas disecadas (1978)
- Discoteca es amor (1979)
- El alburero (1979)
- Las piernas del millón (1981)
- Mamá, soy Paquito (1981)
- Fieras contra fieras (1982)
- Coqueta (1983)
- Niño rico, niño pobre (1983)
- Pedro, el de Guadalajara (1983)
- Delincuente (1984)
- Emanuelo (1984)
- Hoy como ayer (1987)
- La jaula de oro (1987)
- La puerta negra (1988)
- Un sábado más (1988)
- Había una vez una estrella (1989)
- La fuerza del odio (1990)
- Ni parientes somos (contagio de amor) (1990)
- Un corazón para dos (1990)
- Esa mujer me vuelve loco (1991)
- Traición (1991)
- Ayúdame, compadre (1992)
- El ganador (1992)
- El gandalla (1992)
- Relaciones violentas (1992)
- El salario de la muerte (1993)
- Ataque salvaje (1995)
- En las manos de Dios (1996)
- Perversión (1996)
- Campeón (1997)
- Asesina (1999)
- Sangre prisionera (1999)

### Como guionista
- Las troyanas (1963)
- Solo de noche vienes (1966)
- La otra ciudad (1967)
- El cuerpazo del delito (1970) Adaptación del episodio: "La Seductora"
- Los años vacíos (1970)
- Nido de fieras (1971)
- Una vez en la noche (1971)
- Trío y cuarteto (1972)
- Eva y Darío (1973)
- La trenza (1975)
- El pacto (1976)
- Las mariposas disecadas (1978)
- Las piernas del millón (1981)
- Relaciones violentas (1992)
- Ataque salvaje (1995)
- Perversión (1996)
- Asesina (1999)
- Sangre prisionera (1999)

### Como director de fotografía
- Cuba baila (1960)
- Historias de la revolución (1960)
- La mente y el crimen (1964)
- La otra ciudad (1967)
- Dos mas uno igual a dos (1968)

### Como editor
- Esa mujer me vuelve loco (1991)
- Ayúdame, compadre (1992)

### Como productor
- La otra ciudad (1967)

### Como operador de cámara
- Dos de la vida airada (1948)
- Las mañanitas (1948)
- Nosotros los rateros (1949)
- Cuando los padres se quedan solos(1949)
- Sólo Veracruz es bello (1949)
- Tierra muerta (1949)
- Amor con amor se paga (1950)
- El desalmado (1950)
- La vida en broma (1950)
- Tacos joven (1950)
- En carne viva (1951)
- Especialista en señoras (1951)
- La tienda de la esquina (1951)
- Lodo y armiño (1951)
- Mi marido (1951)
- Monte de Piedad (1951)
- El ruiseñor del barrio (1952)
- La niña Popoff (1952)
- Amor de locura (1953)
- La Bestia magnifica (Lucha libre) (1953)
- El bruto (1953)
- Los dineros del diablo (1953)
- Los solterones (1953)
- Abismos de pasión (1954)
- Al diablo las mujeres (1955)
- Frente al pecado de ayer (1955)
- Ensayo de un crimen (1955)
- Necesito un marido (1955)
- Caras nuevas (1956)
- Los hijos de Rancho Grande (1956)
- Asesinos en la noche (1957)
- Bambalinas (1957)
- Camino del mal (1957)
- Muertos de risa (1957)
- Zonga, el ángel diabólico (1958)
- Los tres vivales (1958)
- Lucrecia, desnúdate (1958)
- Plazos traicioneros (1958)
- Sucedió en México (1958)
- Cuando se quiere, se quiere (1959)
- Flor de canela (1959)
- La vida de Agustín Lara (1959)
- Los Santos reyes (1959)
- Pueblo en armas (1959)
- El Toro negro (1960)
- La tijera de oro (1960)
- Viva la parranda (1960)
- Dos tontos y un loco (1961)
- Remolino (1961)
- Sobre el muerto las coronas (1961)